# Baldur Ingimar Aðalsteinsson
Baldur Ingimar Aðalsteinsson (* 12. Februar 1980) ist ein isländischer ehemaliger Fußballspieler. Der Mittelfeldspieler, der 2002 in der isländischen Nationalmannschaft debütierte, gewann zweimal den isländischen Meistertitel.

## Karriere
Baldur Ingimar spielte in der Jugend bei Völsungur ÍF, ehe er nach Deutschland zum KFC Uerdingen 05 wechselte. Hier konnte er sich jedoch nicht durchsetzen und kehrte im März 2001 nach Island zurück.
Mit ÍA Akranes wurde Baldur Ingimar in seiner ersten Spielzeit in der Urvalsdeild isländischer Meister. Vor Beginn der folgenden Spielzeit wurde er erstmals in die Nationalmannschaft berufen und debütierte im Januar 2002 bei der 0:1-Niederlage gegen die saudi-arabische Nationalmannschaft in der Landesauswahl, als er in der 78. Spielminute für Helgi Sigurðsson eingewechselt wurde. Im März des Jahres stand er bei der 1:6-Niederlage gegen Brasilien erstmals in der Startelf, nach zwei Einsätzen war seine Nationalmannschaftskarriere jedoch vorerst beendet. Mit seinem Klub belegte er in den Spielzeiten 2002 und 2003 Mittelfeldplätze.
2004 wechselte Baldur Ingimar in die zweitklassige 1. deild zu Valur Reykjavík. Für den Klub trug er in 15 Spielen zur Zweitligameisterschaft und damit zum Aufstieg in die Erstklassigkeit bei. Dort gelang dem Klub hinter FH Hafnarfjörður die Vizemeisterschaft. Als Stammspieler zeigte er in der Spielzeit 2007 gute Leistungen, die einerseits im August zu seiner Rückkehr in die Nationalelf führten und andererseits zum Gewinn des Landesmeistertitels verhalfen. In der folgenden Saison gewann die Mannschaft durch Tore von Pálmi Rafn Pálmason, Atli Sveinn Þórarinsson und den zweifachen Torschützen Dennis Bo Mortensen den isländischen Ligapokal durch einen 4:1-Erfolg gegen Fram Reykjavík, er wirkte jedoch nicht im Endspiel mit.
2011 wechselte Baldur Ingimar zum Erstligaaufsteiger Víkingur Reykjavík, mit dem er jedoch den Klassenerhalt verpasste.